# Mauke
Mauke (afgeleid van ma uke, "Uke's Land"; ook bekend als Akatokamanava) is een eiland dat onderdeel uitmaakt van de archipel van de Cookeilanden. Mauke wordt gerekend tot de groep van de Zuidelijke Cookeilanden.

## Geografie
Mauke is een vrij vlak eiland; de centrale heuvel bevindt zich ongeveer 30 meter boven zeeniveau. Het eiland heeft een omtrek van 18 kilometer. De grond op het eiland is vruchtbaar en geschikt voor landbouw. Mauke wordt omringd door een barrièrerif.

## Overig
De Europeanen noemden Mauke Parry's Island.